# Golfo de Arica
O golfo de Arica é um golfo que abrange a costa sul do Peru e a costa norte do Chile. O golfo tem esse nome por causa de uma cidade que é banhada pelo golfo, Arica. As cidades mais importantes banhadas pelo golfo são: Arica e Iquique (no norte do Chile). O golfo fica ao oeste da América do Sul e na base oeste da cordilheira dos Andes. O golfo é banhado pelo oceano Pacífico.